# Reprezentacja Nowej Zelandii w futsalu mężczyzn
Reprezentacja Nowej Zelandii w futsalu mężczyzn – męska piłkarska reprezentacja Nowej Zelandii w futsalu. Największym sukcesem reprezentacji jest zdobycie złota na mistrzostwach Oceanii w 2022 i 2023 roku oraz gra na Mistrzostwach Świata w Futsalu 2024.

## Udział w turniejach międzynarodowych

### Mistrzostwa Świata
Nowozelandzkiej drużynie 1 raz udało się zakwalifikować do finałów Mistrzostw Świata.
| Rok   | Runda                   | M                       | W                       | R                       | P                       | GZ                      | GS                      |
| ----- | ----------------------- | ----------------------- | ----------------------- | ----------------------- | ----------------------- | ----------------------- | ----------------------- |
| 1989  | Nie uczestniczyła       | Nie uczestniczyła       | Nie uczestniczyła       | Nie uczestniczyła       | Nie uczestniczyła       | Nie uczestniczyła       | Nie uczestniczyła       |
| 1992  | Nie zakwalifikowała się | Nie zakwalifikowała się | Nie zakwalifikowała się | Nie zakwalifikowała się | Nie zakwalifikowała się | Nie zakwalifikowała się | Nie zakwalifikowała się |
| 1996  | Nie uczestniczyła       | Nie uczestniczyła       | Nie uczestniczyła       | Nie uczestniczyła       | Nie uczestniczyła       | Nie uczestniczyła       | Nie uczestniczyła       |
| 2000  | Nie zakwalifikowała się | Nie zakwalifikowała się | Nie zakwalifikowała się | Nie zakwalifikowała się | Nie zakwalifikowała się | Nie zakwalifikowała się | Nie zakwalifikowała się |
| 2004  | Nie zakwalifikowała się | Nie zakwalifikowała się | Nie zakwalifikowała się | Nie zakwalifikowała się | Nie zakwalifikowała się | Nie zakwalifikowała się | Nie zakwalifikowała się |
| 2008  | Nie zakwalifikowała się | Nie zakwalifikowała się | Nie zakwalifikowała się | Nie zakwalifikowała się | Nie zakwalifikowała się | Nie zakwalifikowała się | Nie zakwalifikowała się |
| 2012  | Nie zakwalifikowała się | Nie zakwalifikowała się | Nie zakwalifikowała się | Nie zakwalifikowała się | Nie zakwalifikowała się | Nie zakwalifikowała się | Nie zakwalifikowała się |
| 2016  | Nie zakwalifikowała się | Nie zakwalifikowała się | Nie zakwalifikowała się | Nie zakwalifikowała się | Nie zakwalifikowała się | Nie zakwalifikowała się | Nie zakwalifikowała się |
| 2021  | Nie zakwalifikowała się | Nie zakwalifikowała się | Nie zakwalifikowała się | Nie zakwalifikowała się | Nie zakwalifikowała się | Nie zakwalifikowała się | Nie zakwalifikowała się |
| 2024  | Awans                   | Awans                   | Awans                   | Awans                   | Awans                   | Awans                   | Awans                   |
| Razem | 1/10                    | 0                       | 0                       | 0                       | 0                       | 0                       | 0                       |

### Mistrzostwa Oceanii
| Rok   | Runda             | M                 | W                 | R                 | P                 | GZ                | GS                |
| ----- | ----------------- | ----------------- | ----------------- | ----------------- | ----------------- | ----------------- | ----------------- |
| 1992  | III miejsce       | 4                 | 0                 | 0                 | 4                 | 10                | 27                |
| 1996  | Nie uczestniczyła | Nie uczestniczyła | Nie uczestniczyła | Nie uczestniczyła | Nie uczestniczyła | Nie uczestniczyła | Nie uczestniczyła |
| 1999  | V miejsce         | 6                 | 2                 | 0                 | 4                 | 12                | 34                |
| 2004  | II miejsce        | 5                 | 4                 | 0                 | 1                 | 22                | 14                |
| 2008  | IV miejsce        | 6                 | 3                 | 0                 | 3                 | 22                | 16                |
| 2009  | Nie uczestniczyła | Nie uczestniczyła | Nie uczestniczyła | Nie uczestniczyła | Nie uczestniczyła | Nie uczestniczyła | Nie uczestniczyła |
| 2010  | III miejsce       | 6                 | 4                 | 0                 | 2                 | 26                | 21                |
| 2011  | III miejsce       | 5                 | 2                 | 3                 | 0                 | 31                | 13                |
| 2013  | III miejsce       | 5                 | 3                 | 0                 | 2                 | 16                | 15                |
| 2014  | III miejsce       | 4                 | 2                 | 0                 | 2                 | 10                | 6                 |
| 2016  | II miejsce        | 5                 | 4                 | 0                 | 1                 | 16                | 8                 |
| 2019  | II miejsce        | 5                 | 4                 | 1                 | 0                 | 32                | 10                |
| 2022  | I miejsce         | 5                 | 4                 | 1                 | 0                 | 33                | 7                 |
| 2023  | I miejsce         | 5                 | 5                 | 0                 | 0                 | 36                | 7                 |
| Razem | 12/14             | 61                | 37                | 5                 | 19                | 266               | 178               |

## Aktualny skład
Aktualny skład drużyny można przeglądać na tutaj.